# Ноле (Кот д'Ор)
Вижте пояснителната страница за други значения на Ноле.
Нолѐ (на френски: Nolay) е село в Източна Франция, департамент Кот д'Ор на регион Бургундия-Франш Конте. Намира се на 15 km югозападно от град Бон. Населението му е 1481 души (по приблизителна оценка от януари 2016 г.).

## Личности
В Ноле е роден политикът Лазар Карно (1753-1823).